# Der Kinderdieb
Le Voleur d’enfants (deutsch: Der Kinderdieb) ist ein 1926 bei den Éditions Gallimard veröffentlichter Roman des aus Uruguay stammenden, französischen Schriftstellers Jules Supervielle. Die Handlung spannt sich über zwei Teile und erzählt die Geschichte des Colonels Philémon Bigua, der Kinder entführt, um sie in seinem großen Haus aufzuziehen.

## Handlung

### Erster Teil
Antoine Charnelet, ein Junge von sieben Jahren, geht mit dem Hausmädchen spazieren, als sie plötzlich getrennt werden und Antoine sich allein in einer Menschenmenge befindet. Der Colonel Philémon Bigua nähert sich ihm und bietet ihm an, in sein Auto zu steigen und mit zu ihm zu kommen. Wie verzaubert fügt sich Antoine. Bei Philémon angekommen, wird Antoine von mehreren, ebenfalls entführten Kindern begeistert empfangen. Das Haus des Colonels hat ein südamerikanisches Ambiente. Mit ihm lebt dort seine Frau Desposoria.
Antoines Mutter Hélène ist über das Verschwinden ihres Sohnes beunruhigt und verständigt die Polizei. Sie sieht eine Verbindung zu der irritierenden Tatsache, dass Antoine seit einem Monat Woche für Woche anonym Pakete mit Spielzeug erhielt. Philémon sendet Hélène eine Rohrpost, um sie zu informieren, dass ihr Sohn am Leben ist und er ihn ihr zurückgibt, falls Antoine erkennen lassen sollte, seine Mutter wiedersehen zu wollen.
In der Zwischenzeit wendet sich ein alkoholkranker Korrektor an Philémon, weil er meint, sich nicht mehr um seine Tochter Marcelle kümmern zu können, und bittet ihn, sie aufzunehmen. Philémon bringt den Korrektor in ein Sanatorium. Die zunächst verstörte Marcelle zieht bei Philémon ein und wird warmherzig empfangen.
Einige Wochen später läuft Philémon beim Spazierengehen mit Antoine dessen Mutter über den Weg. Hélène nimmt ihren Sohn wieder an sich und kümmert sich viel aufmerksamer um ihn als zuvor. Ein Jahr nach dem Verschwinden ihres Sohnes lädt sie Philémon und Desposoria zum Abendessen ein. Bei ihrer Ankunft bricht sie tot zusammen. Philémon nimmt Antoine mit dem Einverständnis von Hélènes Familie, die sich mit dem Kind nicht belasten will, wieder zu sich.

### Zweiter Teil
Zwei Jahre später sind die Kinder größer geworden und der älteste, Joseph, ist mittlerweile 17 Jahre alt. Eines Nachts klopft er an die Tür von Marcelle, die er begehrt. Marcelle zögert, ihm zu öffnen, und als sie sich entschließt es zu tun, ist er schon gegangen. In der folgenden Nacht versperrt Marcelle ihre Tür mit einem Möbelstück, aber Joseph gelingt es, die Tür dennoch zu öffnen. Während der Rest des Hauses schläft, wird Marcelle in dieser Nacht schwanger.
Philémon beginnt zu vermuten, dass Joseph sich nachts zu Marcelle schleicht. Er beobachtet den Heranwachsenden, der seine Autorität herausfordert. Sein Verdacht erhärtet sich, und er verjagt Joseph aus seinem Haus. Als er es verlässt, wirft Joseph Philémon an den Kopf, dass er doch gern an seiner Stelle gewesen wäre. Philémon erkennt gequält, dass er tatsächlich in Marcelle verliebt ist.
Da Philémon fürchtet, Marcelle genau wie Joseph vor ihm nachts aufzusuchen, um mit ihr zu schlafen, bittet er Marcelle, ihre Tür nachts abzuschließen, und bittet einen Hausangestellten, bei ihm zu schlafen, um ihn zu überwachen und um seiner Versuchung widerstehen zu können.
Philémon erkennt schließlich, dass Marcelle schwanger ist und verlässt sein Haus fuchsteufelswild. Er sucht Marcelles Vater auf und isst mit ihm zu Abend. Melancholisch kündigt er an, dass es ihm unmöglich geworden ist, weiter in Frankreich zu leben und dass er mit all seinen Kindern nach Südamerika zurückkehren möchte. Er bietet Marcelles Vater an, ihn zu begleiten. Der akzeptiert das Angebot sofort.
Auf dem Schiff nach Südamerika entdeckt Philémon einen Matrosen, der wie Joseph aussieht. Dieser Matrose ist tatsächlich Joseph und überglücklich, seine Marcelle wiedergefunden zu haben. Philémon erkennt Joseph und folgt den beiden Liebenden heimlich bis vor den Frachtraum, in dem Joseph Marcelle der übrigen Besatzung vorstellt. Philémon entschließt sich, die Situation zu akzeptieren. Er will seine Ziehkinder wieder beide in seiner Nähe. Er klopft an die Frachtraumtür, doch wegen des Maschinenlärms wird es nicht gehört. Verzweifelt über die vermeintliche Zurückweisung steigt Philémon wieder nach oben und stürzt sich in den Atlantik. Kurz vor seinem Ertrinken erkennt er mit Schrecken, dass er sein Testament zugunsten seiner Ziehkinder bei sich trägt. Verzweifelt wirft er es dem Schiff hinterher, dass sich bereits entfernt hat.

## Personen
- Colonel Philémon Bigua.
- Desposoria (span. wörtlich Ehefrau), seine Frau.
- Antoine Charnelet, Sohn von Hélène, später Ziehsohn Philémons.
- Rose, das Hausmädchen, das mit Antoine unterwegs war, als er verlorengeht.
- Hélène, Antoines Mutter.
- Joseph, Ziehsohn Philémon Biguas, der mit 17 Jahren verjagt wird.
- Marcelle, Ziehtochter Philémon Biguas.
- Herbin, Marcelles Vater.
- Fred, Ziehsohn Philémons.
- Jack, Ziehsohn Philémons.
- Fünf weitere Ziehkinder.

## Motiv der Handlung
Der Beweggrund für die Kindesentführungen des Philémon Bigua scheint seine Güte zu sein. Er möchte einerseits seiner unfruchtbaren Frau Desposoria eine Familie geben, andererseits auch die entführten Kinder so glücklich wie möglich machen, denn sie hatten bis dahin kein schönes Leben: Antoine war von seiner Mutter vernachlässigt, Joseph lebte in einem besonders ungesunden Haus. Marcelle hingegen ist ein besonderer Fall. Sie wurde Philémon von ihrem eigenen Vater anvertraut, weil er sich wegen seines Alkoholismus und seiner Armut nicht mehr richtig um sie kümmern zu können glaubte.

## Adaptionen

### Theater
- Le Voleur d’enfants, Theaterstück in drei Akten mit einem Epilog von Jules Supervielle nach seinem Roman. Erstaufführung am 19. Oktober 1948 im Théâtre de l'Œuvre[4].

### Fernsehen
- Le voleur d’enfants (1967), französischer Fernsehfilm von Bernard Hecht
- Le voleur d’enfants (1981), französischer Fernsehfilm von François Leterrier

### Kino
- Le voleur d’enfants, französisch-italienisch-spanischer Film von Christian de Chalonge von 1991.